# 동수영중학교
동수영중학교(東水營中學校)는 대한민국 부산광역시 수영구 광안동에 있는 사립 중학교이다.

## 학교 연혁
- 1968년 11월 21일 : 학교법인 동광학원 설립인가(이사장 박성준 선생)
- 1970년 1월 13일 : 수영여자중학교 설립인가(24학급)
- 1970년 3월 1일 : 초대 곽성용 교장 취임
- 1970년 3월 5일 : 제1회 입학식 거행(7학급 498명)
- 1973년 1월 19일 : 제1회 졸업식 거행(졸업생 437명)
- 2000년 3월 1일 : 학칙변경 인가(27학급)
- 2001년 6월 13일 : 학칙변경 인가(동수영중학교로 교명 변경)
- 2002년 3월 1일 : "동수영중학교" 로 교명 변경
- 2017년 3월 1일 : 제11대 윤규식 교장 취임
- 2019년 6월 18일 : 다목적강당 꿈빛관 개관식
- 2020년 9월 1일 : 2020학년도 부산형 블렌디드 러닝 연구학교 선정(2020.09.01~2023.02.28)
- 2024년 1월 3일 : 2024학년도 디지털 기반 교육혁신 선도학교 선정
- 2024년 2월 7일 : 제52회 졸업식 거행 (졸업생 연인원 22,461명)
- 2024년 3월 4일 : 제55회 2024학년도 입학식(7학급 남녀 170명)
- 2025년 1월 13일 : AI 디지털교과서와 AI기반 기술활용 수업을 통한 교실혁명의 핵심가치 실천 연구학교 선정(교육부 250301-260228)

## 참고 자료
- 동수영중학교 - 한국교육학술정보원 학교알리미